# Robert Aubreton
 (septembre 2022).
Robert Aubreton, né le 20 septembre 1909 à Nancy (Meurthe-et-Moselle) et mort le 23 janvier 1980 à Rouen (Seine-Maritime) est un helléniste français, codicologue et professeur d’université. Détaché au Brésil de 1952 à 1963, il y a développé l’enseignement des lettres classiques. 

## Biographie

### Origine et formation

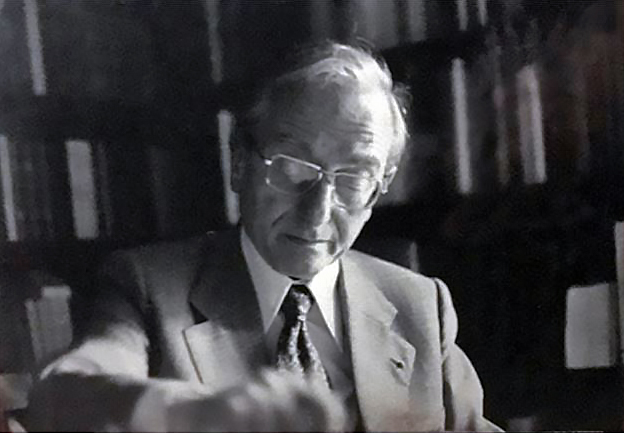
R. AUBRETON dans sa bibliothèque, Mont-Saint-Aignan (France), 1970

Robert Aubreton suit des études secondaires au Collège libre de Marcq-en-Barœul (Nord), puis supérieures à Paris. Il obtient une licence en lettres classiques en 1936 et le diplôme d’études supérieures en 1937. Élève titulaire de l'École pratique des hautes études (EPHE), disciple d'Alphonse Dain, il soutient sa thèse principale de doctorat en juin 1950 sur Demetrius Triclinius et les recensions médiévales de Sophocle.
Membre du bureau de l’Association des études grecques de 1945 à 1951, il est également trésorier de la Revue des études grecques de 1946 à 1952.
Parallèlement, il enseigne dans le secondaire à Paris au collège Stanislas et à l'École alsacienne de 1934 à 1951.

## Carrière
Nommé maitre de conférences de l'université de Bordeaux, il est détaché au début de 1952 par la Direction des affaires techniques et culturelles à la Faculté de philosophie, sciences et lettres de l'Université de São Paulo (USP) au Brésil, chargé de la chaire de littérature et langue grecques. Il y constitue la première bibliothèque spécialisée dans les études grecques et organise l’enseignement universitaire du grec ancien afin de le mettre au niveau des universités étrangères. Il constitue une première équipe d'enseignants du grec à l’Université de São Paulo mais aussi dans de jeunes universités de l'État de São Paulo (Araraquara, Assis, Bauru, Marília).
En 1954, il crée l’Association des études classiques du Brésil et le Boletim de estudos classicos do Brasil.
À partir de 1956, il fait créer dans certaines universités françaises (Aix-en-Provence, Bordeaux, Lyon, Montpellier, Poitiers, Rennes et Strasbourg) des lectorats de littérature et civilisation brésiliennes.
En 1960, il est assesseur du directeur fédéral de l'enseignement supérieur à Rio de Janeiro.
De retour en France après onze années passées au Brésil, il est maitre de conférences à la faculté des Lettres de l’université de Caen, détaché au collège universitaire de Rouen en 1963, puis professeur titulaire de la chaire de grec à la création de l’université de Rouen en 1964.
En 1966, il crée les Publications de l’Université de Rouen qu'il dirigera de 1966 à 1976, et en particulier la revue d’études autrichiennes Austriaca.
Élu au conseil de gestion de l'UER de Lettres, il est vice-président de l’université de Rouen en 1971, réélu en 1973 et 1975. Il est alors domicilié au no 28 rue Gerson à Mont-Saint-Aignan.

## Ouvrages
- Demetrius Triclinius et les recensions médiévales de Sophocle, Paris, Les Belles Lettres, 1949.
- (pt) lntrodução a Homero, São Paulo, Editora da Universidade de São Paulo, 1969, 2e éd. (1re éd. 1956).
- (pt) lntrodução a Hesiodo, São Paulo, Editora da Universidade de São Paulo, 1957.
- (pt) Os versos de Arquiloco, São Paulo, 1958.
- Anthologie Grecque, t. X : Anthologie Palatine, Paris, Les Belles Lettres, 1972, livre XI, « Épigrammes bachiques et satiriques ».
- Anthologie Grecque, t. XIII : Anthologie de Planude, Paris, Les Belles Lettres, 1980, « Épigrammes descriptives ».
- Anthologie Grecque, t. XI : Anthologie Palatine, Paris, Les Belles Lettres, 1994, livre XII, « La Muse Garçonnière de Straton de Sardes ».

## Publications
- Scholies inédites sur Sophocle d'après le Neapolitanus II, Paris, 1951 (OCLC 864710099).
- « La tradition manuscrite des épigrammes de l’anthologie grecque », Revue des études anciennes, Annales de la Faculté des lettres de Bordeaux, t. 70, nos 1-2,‎ 1968, p. 32-82 (DOI 10.3406/rea.1968.3808).
- « Michel Psellos et l'anthologie palatine », L'Antiquité classique, t. 38, fasc. 2,‎ 1969, p. 459-462 (DOI 10.3406/antiq.1969.1558).
- « L'Archétype de la tradition planudéenne de l'anthologie grecque », Scriptorium, Revue internationale des études relatives aux manuscrits, Gand, t. 23, no 1,‎ 1969, p. 69-87 (DOI 10.3406/scrip.1969.3354).
- « La translittération d'Homère », Revue des études grecques,‎ 1970.
- « La Sylloge Barberino-Vaticana », Revue des études anciennes, t. 80, nos 3-4,‎ 1978, p. 228-238 (DOI 10.3406/rea.1978.4040).
- « La tradition de l’anthologie palatine du XVIe au XVIIIe siècle », Revue d’histoire des textes, bulletin no 10 (1980),‎ 1982, p. 1-53 (DOI 10.3406/rht.1982.1214).

## Articles sur l'auteur
- Pr. Haiganuch Sarian, Robert Henri Aubreton, um mestre fundador (un maître fondateur), 2021.

## Distinctions
- Citoyen d’honneur de la ville de São Paulo (Cidadāo Paulistano), 11 septembre 1964.
- Officier de l'ordre national de la Croix du Sud, 1966.
- Docteur Honoris Causa de l’université de São Paulo (USP), 31 mai 1967.
- Officier de l'ordre national du Mérite, 1970.
- Grand Insigne d'Or de la République autrichienne, 1977.
- Commandeur de l'ordre des Palmes académiques, 1979.